# Holden VP

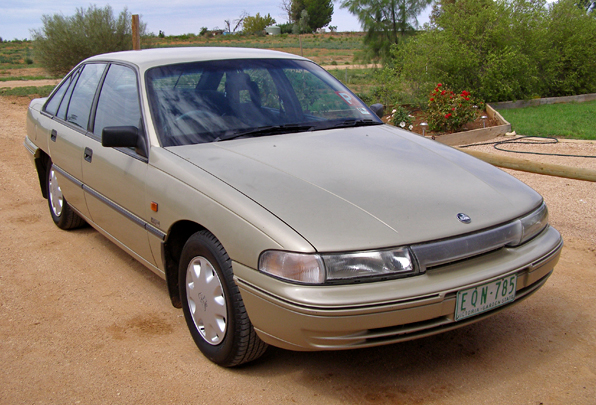
1992 Holden VP Commodore Executive

Der Holden VP wurde in den Jahren 1991 bis 1993 von der australischen GM-Division Holden gefertigt. Es gab ihn als
- Modell Calais,
- Modell Commodore und
- Modell Commodore Utility.